# Circuit routier électrique
 (novembre 2016).
Si vous disposez d'ouvrages ou d'articles de référence ou si vous connaissez des sites web de qualité traitant du thème abordé ici, merci de compléter l'article en donnant les références utiles à sa vérifiabilité et en les liant à la section « Notes et références ».

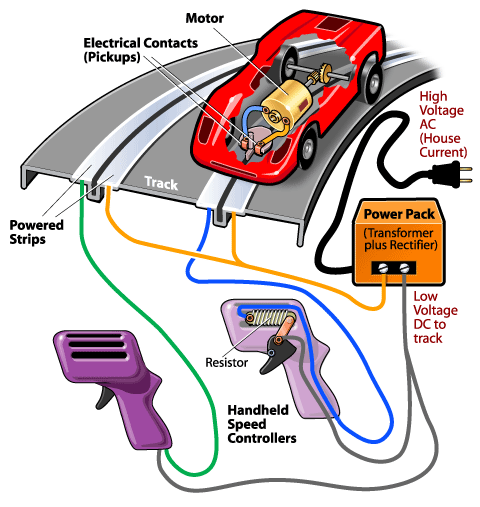
Principe de fonctionnement.

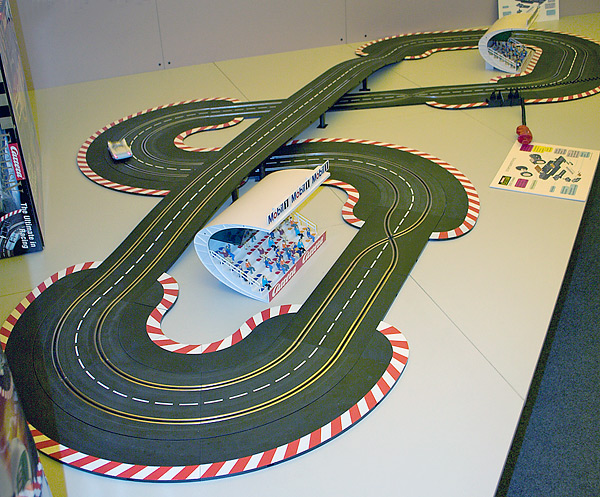
Piste 1/24e montée.

Un circuit routier électrique est un circuit en modèle réduit permettant de faire rouler des véhicules miniatures électriques, généralement des voitures, sur une route composée de tronçons joints, où différentes pistes sont présentes. 
Les pistes sont matérialisées par des rainures de guidage, qui permettent le suivi d'une trajectoire précise par les voitures. Un dispositif de câblage électrique et de commande permet aux utilisateurs de régler la vitesse de chaque voiture.

## Description
Le terme anglais utilisé par les amateurs est slot racing (slot correspondant à rainure en anglais).
Le principe est de faire rouler des véhicules munis d'un moteur électrique sur une piste qui sert à la fois au roulement, au guidage et à l'alimentation électrique.
Les types de véhicule que l'on peut voir évoluer sur une piste sont: des voitures, des camions, des karts, des motos ou des side-cars. D'autres types de véhicule plus marginaux, comme des sulkys tirés par des chevaux, ont aussi existé.
Le système de guidage est une rainure dans la piste dans laquelle s'insère un plot de guidage appartenant au véhicule (« guide »). Il peut être solidaire de la direction du véhicule. De chaque côté de cette rainure, deux éléments métalliques permettent la captation du courant par les frotteurs du véhicule souvent appelés « balais » ou « tresses » (capteurs en fils de cuivre tressés).
Le système est donc constitué d'éléments routiers s'emboîtant les uns dans les autres, à la manière de rails des trains miniatures, pour former un circuit.
Les voitures récentes sont souvent équipées d'aimants qui, en plus de l'effet de lest, appliquent une force descendante à celles-ci de manière à les plaquer à la piste, permettant d'éviter les sorties de piste quand les vitesses sont élevées.
Le but d'un circuit routier électrique n'est pas uniquement de faire rouler des véhicules, mais de permettre l'organisation de véritables courses entre un nombre de concurrents déterminé par le nombre de rainures disponibles. Les pistes (aussi appelées « voies ») doivent offrir des longueurs développées les plus proches possible. Si ce n'est pas le cas, des rotations de joueurs sont instaurées.
De nombreux accessoires sont disponibles pour assurer le chronométrage, le comptage des tours et la désignation du vainqueur. L'utilisation d'électronique permet de complexifier le pilotage des véhicules sur des pistes en offrant, par exemple, la possibilité de dépasser les autres voitures en lice. Les systèmes digitaux apparus récemment permettent, tout en n'ayant que deux voies disponibles, de faire courir ensemble 4, 6 ou même 15 voitures en utilisant différents systèmes pour actionner les aiguillages. Les systèmes digitaux disponibles actuellement sont : Davic (du nom de ses inventeurs David et Victor), Scalextric digital, SCX, Carrera (en), Artin et Ninco.

## Historique
Les premiers circuits électriques datent du début du vingtième siècle : Märklin en Allemagne vers 1909 et Lionel aux États-Unis en 1912 avec une ou deux voitures. 
Depuis cette époque jusqu'au milieu des années 1950, il y eut beaucoup de tentatives pour développer un circuit pratique à monter et utiliser, mais aucune n'a vraiment réussi : Märklin en Allemagne, Marx et KoKoMo aux États-Unis, LR en France s'y sont essayés. Le premier système de circuit de voitures électriques pratique a été conçu par un club en Angleterre en 1955, mais utilisait un rail pour le guidage (rail racing) au lieu d'une rainure (slot), Il était presque identique à nos systèmes actuels : moteurs 12V CC, échelle 1/32, carrosserie en plastique, etc.
Le système Scalextric a été présenté en Angleterre en 1957. Les véhicules étaient approximativement à l'échelle 1/27e et en métal ; par la suite, ils étaient au 1/30e, puis au 1/32e. La même année, une autre société britannique, VIP, sortait aussi son circuit au 1/32e.
La vraie concurrence est apparue vers 1960[réf. nécessaire], avec Strombecker, Aurora (gamme AFX, échelle HO) et Eldon aux États-Unis, Minic et Wrenn en Angleterre. En France il y eut les circuits Miniamil Montlhéry de Joma dans les années soixante, et aussi les célèbres Circuit 24, aux voitures bruyantes par analogie à celui des vraies voitures de course.
Le circuit routier est devenu très à la mode vers 1963-1964 [réf. nécessaire]: Carrera en Allemagne, Polistil en Italie, Revell aux États-Unis. En France, le Circuit 24 est directement concurrent du Scalextric, et le système Record 64 est proposé par Jouef à l'échelle 1/40e, plus compact. La marque GéGé propose également des circuits.
Et surtout, à partir de 1964, commencent à ouvrir aux États-Unis les grands Raceways, des magasins avec 1 à 5 grandes pistes, de 4 à 10 voies, qu'on louait à l'heure pour se mesurer à d'autres passionnés. Ceci a encouragé la conception de voitures à une échelle plus grande, le 1/24e. La France et d'autres pays en Europe ont connu ce phénomène qui ne durera que peu de temps, de 1964 à 1968 aux États-Unis et de fin 1966 à 1967 ou 1968 en France, par exemple.[réf. nécessaire]
Cette échelle 1/24 existe toujours, mais est peu diffusée en circuits domestiques, essentiellement aux États-Unis et dans quelques clubs des pays scandinaves. En plus, ces voitures ne ressemblent plus aux vraies voitures, mais sont aplaties et élargies pour donner plus de vitesse (le record du monde actuel, établi le 1er février 2015 par Petr Krcil  (Czech), est de 1,374 seconde sur une piste Blue King de 47,24 mètres de développement, soit une moyenne de 123,78 km/h). L'obligation de disposer d'espace important pour installer des circuits suffisamment grands conduit à monter des sites spéciaux où ont lieu des compétitions. Aux États-Unis, l'United Slot Racers Association (USRA) organise régulièrement des championnats comparables à ceux d'autres sports mécaniques.
Les échelles 1/32e et « HO Slot » (bien que le HO désigne une réduction au 1/87e, le HO Slot correspond au 1/64) sont également courantes et cela pour diverses raisons. Le 1/87e est, par exemple, l'échelle du train HO, et le slot racing a flirté à plusieurs reprises avec l'univers du train électrique. Mais depuis que Scalextric a fait son apparition sur le marché, la marque est restée constamment au premier plan, malgré des vicissitudes, et a fixé l’échelle du 1/32e comme référence.[réf. nécessaire]
Depuis le début des années 1990, ce jeu connaît à nouveau du succès grâce, en particulier, aux fabricants espagnols Ninco et FLY qui ont fixé de nouveaux standards de qualité rapprochant les voitures électriques de circuit des modèles réduits statiques.[réf. nécessaire]

## Productions actuelles

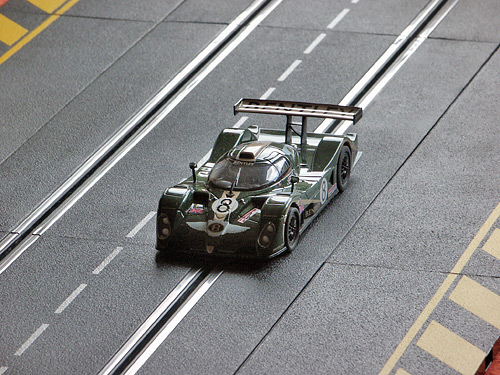
Slot Car sur sa piste.

En Europe, quatre fabricants principaux (Carrera, Scalextric, SCX, Ninco) offrent une gamme complète (pistes, accessoires, véhicules) et sont largement diffusés. De plus, un grand nombre de fabricants de véhicules, d'accessoires, voire de pistes en bois et de systèmes numériques (Fly, Revell-Monogram, Slot-it, Davic, Powerslot, etc.) existent. Chaque année voit son lot de nouveaux arrivants qui proposent des produits de plus en plus réalistes et attractifs.[réf. nécessaire]

### Carrera
Fabricant allemand, Carrera est une des plus anciennes marques sur le marché. Elle se caractérise par sa qualité et la largeur de ses pistes, qui permettent de faire rouler des modèles au 1/24e.[réf. nécessaire]

### Slot.it
Fabricant italien de voitures modernes et anciennes le plus souvent très bien réalisées et très efficaces sur piste.

### Nsr
Autre fabricant italien connu pour ses voitures très efficaces sur piste.

### Racer
Un fabricant italien connu pour ses voitures en résine haut de gamme et plus récemment par ses voitures de la gamme Sideways qui sont en plastique (ex : Ford Capri gr.5 ou Lancia Beta Monte Carlo gr.5.).

### Spirit
Fabricant espagnol de voitures efficaces et abordables.

### Hornby (ScalextricAnglais)
Fabricant anglais, Hornby est aujourd'hui propriétaire de la marque Scalextric pour le monde entier, sauf l'Espagne. En Espagne, pour des raisons historiques et de droits, Hornby commercialise sa production sous la marque Superslot. Aussi appelée « Scalextric Sport », la gamme analogique actuelle reste compatible avec l'ancienne gamme Scalextric « Classic » grâce à des rails adaptateurs. Même en numérique, il est possible de les associer avec des composants d'autres fabricants, à condition que les aiguillages et accessoires numériques (compte-tours, etc.) soient tous Scalextric Digital.

### Tecnitoys (Scalextric Espagnol ou SCX)
Fabricant espagnol, Technitoys vend ses produits dans le monde entier (sauf Espagne) sous la marque SCX, et sous Scalextric en Espagne car il en détient les droits. Le risque de confusion est donc grand, d'autant plus que les deux Scalextric ne sont pas totalement compatibles, surtout en version numérique. En analogique, il est possible de mixer les deux marques Scalextric (l'espagnole et l'anglaise), le « Classic », le « Sport » ou « Superslot », SCX, et même Ninco grâce aux rails adaptateurs.
En numérique, tout le système SCX digital est totalement spécifique et n'est compatible avec aucune autre marque, ni même avec du SCX analogique ; en effet, le fond de rail, les attaches, et même les véhicules (localement au niveau du guide) sont spécifiques.
Cette confusion autour de la marque Scalextric découle de son histoire.[Interprétation personnelle ?]Scalextric produisait principalement en Espagne à une certaine époque. Lors de la faillite de l'entreprise, celle-ci fut revendue d'un côté pour sa partie anglaise, et de l'autre pour sa partie espagnole, ce qui explique la coexistence des deux. Cette scission fut même à l'origine de la création d'une nouvelle marque, Ninco, par une équipe de Scalextric Espagne ayant à cette occasion lancé leur propre production.

### Ninco
L'autre fabricant espagnol, Ninco, né plus récemment, possède ses propres standards en analogique aussi bien qu'en numérique, mais présente la particularité de proposer des rails adaptateurs qui permettent la compatibilité avec les autres marques en analogique. En numérique, il est possible de les mixer avec d'autres fabricants, à condition que les aiguillages et accessoires numériques (compte-tours, etc.) soient tous Ninco Digital.[réf. nécessaire]

### Fly slot car
Cette marque espagnole a longtemps représenté la révolution du circuit routier puisqu'elle est la première marque à avoir produit industriellement des véhicules au 1/32e de haute qualité, au point d'attirer des collectionneurs qui ne font plus rouler les modèles, mais les exposent en vitrine. Aujourd'hui, les autres marques ont comblé l'écart de qualité avec Fly, ce qui explique ses difficultés et son rythme de nouveautés plus réduit qu'à sa grande époque.[réf. nécessaire]

## Analogique ou numérique
Par principe de fonctionnement, un circuit routier analogique ne permet de faire rouler qu'un véhicule par voie. Pour chaque voie, on fait varier la vitesse d'une seule voiture en faisant varier la tension électrique. Si le plaisir recherché est de reproduire une compétition automobile, il faut bien admettre qu'avec deux voies, donc deux voitures seulement, on limite beaucoup l'esprit de compétition et l'excitation de la course. Il faut donc augmenter le nombre de voies, ce que la plupart des fabricants permettent de faire (jusqu'à 8 voies). D'autre part, chaque voiture restant sur sa propre voie, on ne peut se rabattre devant un véhicule dépassé, et donc les dépassements sont peu réalistes. Enfin, il est difficile de garantir que chaque voie aura bien la même longueur que l'autre et présentera la même difficulté, et ce même sur la plupart des circuits en huit.[réf. nécessaire]
La solution à tous ces inconvénients serait de permettre à plusieurs véhicules de circuler sur n'importe quelle voie, en prévoyant un système qui leur permette de changer de voie sur commande. C'est ce qu'on appelle le numérique (ou « digital» par abus de langage ou anglicisation). Une électronique embarquée permet à chaque voiture de communiquer avec la base d'alimentation et de recevoir ses instructions spécifiques (accélérer, ralentir, freiner, changer de voie).[réf. nécessaire]
Malgré quelques tentatives durant le XXe siècle (de JouefMatic à TCR en passant par l'interpiste de Circuit 24), ce n'est qu'à partir de 2004 que sont apparus les premiers systèmes numériques efficaces et satisfaisants.[réf. nécessaire]
Les premiers soucis de fiabilité sont maintenant résolus et les cinq fabricants principaux proposent chacun leur système, malheureusement non compatibles entre eux.  Cependant, il est possible d'adapter les véhicules de tous les fabricants à tous les circuits (excepté SCX Digital, qui exige des véhicules strictement spécifiques) : il suffit d'ajouter la puce électronique qui permettra au véhicule de communiquer avec la base d'alimentation.[réf. nécessaire]
Le pilotage est alors plus proche de la réalité, on dépasse, on se rabat, on bloque le passage des autres concurrents. Certains systèmes numériques permettent par exemple de gérer fictivement la consommation en carburant et les ravitaillements, la voiture « manquant d'essence » rentrant aux stands au ralenti. On peut du coup imaginer différentes stratégies de course, tout ceci procurant un intérêt supplémentaire à la compétition, en se rapprochant de plus en plus des scénarios des « vraies » courses.
Depuis 2009, le numérique a atteint un niveau de maturité qui permet de pallier les limites imposées par le « slotteur » et ses circuits limités à deux voitures. La prochaine étape sera d'atteindre une convergence des systèmes proposés par les fabricants, comme cela s'est produit dans le modélisme ferroviaire.